# Lliçà d'Amunt (ort)
Lliçà d'Amunt är en ort i Spanien.   Den ligger i provinsen Província de Barcelona och regionen Katalonien, i den östra delen av landet, 500 km öster om huvudstaden Madrid. Lliçà d'Amunt ligger 161 meter över havet och antalet invånare är 14 143.
Terrängen runt Lliçà d'Amunt är platt åt sydost, men åt nordväst är den kuperad.Runt Lliçà d'Amunt är det mycket tätbefolkat, med 1 692 invånare per kvadratkilometer. Närmaste större samhälle är Badalona, 18,5 km söder om Lliçà d'Amunt. Runt Lliçà d'Amunt är det i huvudsak tätbebyggt.